# Таракан Гамильтон
Донтрелл «Таракан» Гамильтон (англ. Dontrell "Cockroach" Hamilton) — имя суперзлодея, появляющегося в комиксах издательства Marvel Comics.

## История публикации
Донтрелл Гамильтон впервые появился в Power Man № 28 и был создан Доном Мак-Грегором, Джорджом Туской и Ричем Баклером.

## Биография
Донтрелл Гамильтон вырос в Гарлеме. Когда Донтрелл был ребенком, он боялся ночного шума, но постепенно привык к нему и к тараканам, заполонивших его дом. С тех пор у него сложились особенные отношения с тараканами и сыром «snipz».
Позже Донтрелл «Таракан» Гамильтон начал преступную жизнь и стал гангстером Рэя «Пираньи» Джонса. Оба получили информацию от Гарри Вентворта о поставках смертоносного биологического оружия от «Adonis Chemical Company». Люк Кейдж был нанят, чтобы выяснить, кому Гарри Вентворт продал информацию. Он прибыл, когда Донтрелл убивал Гарри Вентворта. После ожесточенной битвы с Люком Кейджем Донтрелл использовал пистолет «Джош», чтобы взорвать Гарри Вентворта и выстрелить в него, вывихнув плечо. Донтрелла отпустили в его квартиру, где ему позвонил Рэй «Пиранья» Джонс. Донтрелл пошёл в пентхаус Рэя, чтобы встретиться с ним, когда они заканчивали свои планы ограбления. В итоге общее качество текста не очень хорошее, содержит орфографические ошибки, повторяющиеся слова и отсутствие связности. Таким образом, он нуждается в значительной перефразировке и редактировании перед публикацией.
Донтрелл и Рэй избежали осуждения и переехали в Стэмфорд, штат Коннектикут. Поскольку местные жители их не приняли, три женщины: Витта Бачетта, Энн Репаччи и Аннет Кортезе, смутили общины тем, что приняли их, тайно планируя использовать их для начала своей преступной карьеры. Когда Террор был нанят неизвестной стороной, чтобы убить Рэя, Донтрелл не смог защитить Рэя, потому что «Джош» начал джемовать. Изучив информацию от своих покровителей, Terror Inc. поняла, что их нанял Рэй. Terror Inc. спасла Рэя от бандитов и приближающегося Карателя, пока Донтрелл преследовал Террора на своей машине, Террор убил Рэя.
После смерти Рэя Донтрелл был среди нескольких головорезов, которых Таскмастер собрал для нападения на Черную Пантеру. Атака на Черную Пантеру была тактикой приманки, организованной работодателем Надсмотрщика, Эриком Киллмонгером, чтобы можно было выманить Черную Пантеру и Сокола. Атака не увенчалась успехом, но Донтреллу удалось избежать плена.
В Shadowland Донтрелл появляется как участник флэшмоба Nightshade (в который также входят Hemisto III, Cheetah, Kombat, Mister Fish II и The Scythe), откуда они идут, чтобы атаковать Виктора Альвареса на крыше. Донтрелл стрелял в Виктора, пока Люк Кейдж не разбил его пистолет по прибытии с Железным Кулаком. Флэшмоб был заточен на острове Райкера. Биг Бен Донован прокурора Таскмастера добился выпуска Донтрелла, Мистера Рыбы II и Косы.
В «Острове пауков» Донтрелл участвовал во флешмобе, когда они пытались покинуть кишащий пауками Манхэттен, но позже были побеждены Героями по найму.
Позже Гамильтон появляется как один из преступников, обсуждающих награду, которую Некроплис предлагает тем, кто сможет восстановить Камень Сверхдуши у Люка Кейджа и Железного Кулака, когда группа «Изгнание» союзников начинает атаковать неактивных злодеев, Гамильтон присоединяется к родственникам нескольких погибших и просит помощи Героев по найму..

## Силы и способности
Донтрелл Гамильтон не имеет суперспособностей, но является опытным стрелком. Начиная с шестиствольного дробовика "Джош", который он создал, принимает решение использовать передовые части артиллерии.

## Другие версии

### Земля-X
В Земле-Икс история Донтрелла «Таракана» Гамильтона такая же, но он умер в какой-то другой момент.

### День М
В День М Донтрелл «Тараканище» Гамильтон — мутант, бандит с внешним видом Таракана.

## Вне комиксов

### Телевидение
- Таракан Гамильтон появляется мультсериале «Мстители. Величайшие герои Земли» в серии «Украсть человека-муравья». Он появляется как член перестрелки с бандой. Во время боя против Хэнка Пима Люка Кейджа и Железного Кулака он много раз стрелял в Люка Кейджа, пока тот не отправил его в нокаут.
- Таракан Гамильтон появился во втором сезоне сериала «Люк Кейдж», где его сыграл Дориан Миссик, муж Симоны Миссик, сыгравшей в этом же сериале роль Мисти Найт.